# Brackel
Brackel [ˈbʁaːkəl] ist eine Gemeinde im niedersächsischen Landkreis Harburg.

## Geografie

### Lage
Die Gemeinde Brackel liegt am nördlichen bis östlichen Rand des Naturschutzgebietes Lüneburger Heide. Sie befindet sich zwischen Hanstedt und Hittfeld mit eigener Abfahrt der Bundesautobahn 7 im Ortsteil Thieshope.
Brackel ist Bestandteil der Samtgemeinde Hanstedt und grenzt landschaftlich nach Süden hin an das Landschaftsschutzgebiet Garlstorfer Wald und weitere Umgebung.

### Gemeindegliederung
Zur Gemeinde Brackel gehören die folgenden Ortsteile:
- Brackel (Hauptort)
- Thieshope

### Nachbargemeinden
- Marxen
- Seevetal
- Winsen
- Wulfsen
- Toppenstedt
- Hanstedt

## Geschichte
Erstmals schriftlich erwähnt wurde Brackel am 6. Februar 1300 im Urkundenbuch des Klosters St. Michaelis zu Lüneburg. Spuren einer Besiedelung der Gemarkung finden sich aber an Funden schon aus prähistorischer Zeit, von der jüngeren Steinzeit durch die Bronzezeit bis in die Eisenzeit. Aus ihnen geht hervor, dass die Hauptsiedlungsplätze nicht an der heutigen Stelle, sondern eher in Richtung Quarrendorf und Toppenstedt lagen. Ein Urnenfund aus der Jastorf-Kultur besagt, dass in Brackel schon um 550 bis 400 vor Christus Menschen bestattet wurden.
Am 1. Juli 1972 wurde die Gemeinde Thieshope eingegliedert.

## Herkunft des Ortsnamens
Alte Bezeichnungen des Ortes sind: 1307 in villa Brackell, 1312 in villa Brakele, 1450 Brakell. Das Grundwort ist altsächsisch loh, lah „Busch, Niederwald“. Das Bestimmungswort ist altsächsisch „brak, braka“ mittelniederdeutsch „brake- gebrochenes Holz, Zweig“.

## Politik

### Gemeinderat
Der Rat der Gemeinde Brackel setzt sich aus elf Mitgliedern zusammen. Die Ratsmitglieder werden durch eine Kommunalwahl für jeweils fünf Jahre gewählt.
Die vergangenen Gemeinderatswahlen ergaben folgende Sitzverteilungen:
| Wahljahr | FWB                                                                                          | WfBT | FDP | Gesamt   |
| 2021     | 9                                                                                            | 2    | 0   | 11 Sitze |
| 2016     | 11                                                                                           | –    | 0   | 11 Sitze |
|          | __________________________ FWB: Freie Wählergruppe Brackel WfBT: Wir für Brackel & Thieshope |      |     |          |

### Wappen
Blasonierung: „Auf rotem Grund eine silberne Flachsbrake.“
Die dargestellte Flachsbrake verweist auf die Zeit, als noch Flachs zur „Leinenherstellung angebaut und selbst verarbeitet wurde“. Sie diente zum „Flachsbrechen“ und war ein Schneidegerät. Wappenmotiv ist die Brake, da vermutet wird, der Name „Brackel“ kommt daher, dass früher eine große Brake in Brackel gestanden habe, zu der die umliegenden Bauern gekommen seien. Dies ist jedoch nicht gewiss.

## Verkehr
Brackel liegt im Bereich des Hamburger Verkehrsverbundes. Buslinien der KVG Stade verbinden den Ort mit den jeweils knapp 15 km entfernten Bahnhöfen Buchholz (Nordheide) (an der Bahnstrecke Hamburg–Bremen) und Winsen (Luhe) (an der Bahnstrecke Lehrte–Hamburg-Harburg).
Früher hatte Brackel einen eigenen Haltepunkt an der 1981 stillgelegten und im Jahr 2000 abgebauten Bahnstrecke Lüneburg–Buchholz.

## Söhne und Töchter der Gemeinde
- Otto Wilhelm Schneider (1896–1975), Landwirt, Bürgermeister, Landrat und Mitglied des Landtages von Niedersachsen